# Solanum evolvuloides
Solanum evolvuloides là một loài thực vật có hoa thuộc chi Cà, được mô tả lần đầu tiên vào năm 2011 bởi Giacomin & Stehmann. Loài này chỉ biết đến ở đông nam bang Bahia, Brazil và được Liên minh Bảo tồn Thiên nhiên Quốc tế (IUCN) coi là một loài đang bị đe dọa. Tuy nhiên, lại không có bất kỳ mẫu vật nào của S. evolvuloides được lưu giữ tại các đơn vị bảo tồn.

## Mô tả
S. evolvuloides là loài thân gỗ, cao khoảng 20 – 40 cm. Thân và cành có phủ lông tơ. Lá đơn, hình elip, có kích thước 3 x 4 cm, phiến lá mỏng, có lông thưa thớt ở 2 mặt, cuống lá dài 0,5 - 2,2 cm. Hoa mọc thành cụm từ 1 đến 4 bông, cuống hoa dài 6 – 10 mm, có phủ lông, cánh hoa hình tam giác, màu trắng muốt. Quả mọng, đường kính  8 – 15 mm, màu trắng xanh khi còn non, khi chín có màu mờ hơn, để khô có màu nâu hoặc đen, bề mặt nhẵn, có khoảng 10 - 25 hạt mỗi trái, kích thước hạt  2.5 - 3.6 x 1.8 - 2.9 mm. Hoa nở từ tháng 2 đến tháng 5, trái chín vào khoảng tháng 6 đến tháng 8.
S. evolvuloides có liên quan mật thiết với loài S. turneroides, với hoa chỉ nở vào buổi sáng và khép vào giữa trưa. S. evolvuloides dễ dàng phân biệt với các loài khác trong chi bởi những tuyến và lông trên thân cây, cũng như hoa và cụm hoa.
Loài này chỉ được biết đến ở phía đông nam của bang Bahia, Brazil, xuất hiện ở vùng chuyển giao giữa rừng rụng lá và thảm thực vật sa mạc Caatinga (hệ sinh thái đặc trưng ở đông bắc Brazil).